# Magasinområde
Magasinområde beskriver i trafikken det vejareal der ligger umiddelbart før et trafiklys. Det areal der er beregnet til at køretøjer holder stille og venter på at lyset skifter til grønt, så de kan fortsætte kørslen.